# Primář
Primář (z latinského primus – první) je vedoucí lékař odborného oddělení nemocnice nebo jiného zdravotnického zařízení. V České republice může být primářem jen držitel licence, kterou vydává Česká lékařská komora. Lékař podřízený primáři služebně a odborně je sekundář.